# Герч, Виллис Джон
Виллис Джон Герч (англ. Willis John Gertsch, 1906 — 1998) — американский зоолог, крупный арахнолог. Описал около 1000 новых видов пауков и других паукообразных.

## Биография
Родился 4 октября 1906 года в Montpelier, штат Айдахо. Его родители (Paul и Louise Sarbach Gertsch) имели швейцарское происхождение. Учился в Университете Юты, где получил степени бакалавра (1928) и магистра (1930). В течение двух лет готовил диссертацию в Университете Миннесоты (University of Minnesota). Здесь он встретил двух людей, определивших его дальнейшую судьбу: крупного энтомолога (Frank E. Lutz) и свою будущую жену (Jean Elizabeth Moore). Она была выпускницей колледжа Карлтон (Carleton College) и готовила магистерскую работу. Им удалось в тяжёлые годы Великой депрессии получить стипендии по 66 долларов в месяц, суммы хотя и крошечные по сегодняшним меркам, но это было не так уж мало в то время. 20 августа 1932 года сочетался браком с Jean Elizabeth Moore в Duluth. У них родилось трое детей: дочери Louise (р.25.7.1934) и Mary Alice (р.6.8.1945) и сын John (24.5.1936). Американский энтомолог доктор Frank E. Lutz был директором отделения энтомологии в Американском музее естественной истории и, в итоге, предложил Герчу пост ассистента куратора в этом музее. В 1935 году получил степень доктора философии за диссертацию по неарктическим паукам-бокоходам подсемейства Thomisinae.
Был куратором паукообразных членистоногих в Американском музее естественной истории, позднее, выйдя в 1968 году в отставку, жил и работал в горах Chiricahua Mountains, Portal, на юго-востоке штата Аризона. Здесь в его доме, во время посещения различными арахнологами и родилась идея создания American Arachnological Society (основано в 1972 году). Герч был членом правления этого арахнологического общества и членом редколлегии Journal of Arachnology.

## Труды
- 1928: Chamberlin, Ralph V., and Willis J. Gertsch. Notes on spiders from southeastern Utah. Proc. Biol. Soc. Washington, vol. 41, pp. 175–188.
- 1929: Chamberlin, Ralph V., and Willis J. Gertsch. New spiders from Utah and California. Pomona College Jour. Ent. Zool., vol. 21, pp. 101–112, figs. 1-57.
- 1933: New genera and species of North American spiders. American Museum Novitates 636: 1-28. PDF
- 1933: Diagnoses of new American spiders. American Museum Novitates 637: 1-14. PDF
- 1934: Notes on American Lycosidae. American Museum Novitates 693: 1-25. PDF
- 1934: Further notes on American spiders. American Museum Novitates 726: 1-26. PDF Архивная копия от 11 июня 2007 на Wayback Machine
- 1935: Spiders from the southwestern United States, with descriptions of new species. American Museum Novitates 792: 1-31. PDF
- 1935: Gertsch, Willis J., and H. K. Wallace. Further notes on American Lycosidae. American Museum Novitates 794: 1-22. PDF
- 1936: Gertsch, Willis J., and Stanley Mulaik. Diagnoses of new Southern spiders. American Museum Novitates 851: 1-21. PDF
- 1936: Gertsch, Willis J., and Wilton Ivie. Descriptions of new American spiders. American Museum Novitates 858: 1-25. PDF
- 1939: Gertsch, Willis J., and William L. Jellison. Notes on a collection of spiders from Montana. American Museum Novitates 1032: 1-13. PDF
- 1939: A revision of the typical crab-spiders (Misumeninae) of America north of Mexico. Bulletin of the American Museum of Natural History 76(7): 277-442. PDF
- 1939: Report on a collection of Arachnida from the Chisos Mountains. Contrib. Baylor Univ. Mus., Waco, Texas 24: 17-26.
- 1941: New American spiders of the family Clubionidae. I. American Museum Novitates 1147: 1-20. PDF
- 1949: American Spiders, erste Auflage.
- 1955: The spider genus Neon in North America. American Museum Novitates 1743: 1-17. PDF
- 1958: The spider family Plectreuridae. American Museum Novitates 1920: 1-53. PDF
- 1958: Results of the Puritan - American Museum Expedition to Western Mexico. 4. The Scorpions. American Museum Novitates 1903: 1-20. PDF
- 1960: Descriptions of American spiders of the family Symphytognathidae. American Museum Novitates 1981: 1-40. PDF
- 1960: The fulva group of the spider genus Steatoda (Araneae, Theridiidae). American Museum Novitates 1982: 1-48. PDF
- 1961: The spider genus Lutica. Senckenbergiana Biologia 42(4): 365-374.
- 1964: The spider genus Zygiella in North America (Araneae, Argiopidae). American Museum Novitates 2188: 1-21. PDF
- 1965: Gertsch, Willis J., and Allred, D. M., "Scorpions of the Nevada Test Site". Brigham Young Univ. Sci. Bull. 6(4): 1-16.
- 1966: Gertsch, Willis J., and Soleglad, M.," The scorpions of the Vejovis boreus group (subgenus Paruroctonus) in North America (Scorpionida, Vejovidae)". American Museum Novitates 2278: 1-54. PDF
- 1971: Scorpion. pp 426–427. In Encyclopedia Americana, vol.24, 824pp
- 1972: Gertsch, Willis J., and Soleglad, M., " Studies of North American scorpions of the genera Uroctonus and Vejovis ( Scorpionida, Vejovidae)". Bull. Am. Mus. Nat. Hist. 148(4): 551-607. PDF (недоступная ссылка)
- 1973: A report on cave spiders from Mexico and Central America. In Robert W. Mitchell and James R. Reddell, eds., Studies on the cavernicole fauna of Mexico and adjacent regions. Association for Mexican Cave Studies Bulletin 5: 141-163.
- 1974: Scorpionida. In " Encyclopedia Britannica", 15th ed., vol. 16: 401-403.
- 1976: Gertsch, Willis J., and Susan E. Riechert. The spatial and temporal partitioning of a desert spider community, with descriptions of new species. American Museum Novitates 2604: 1-25. PDF
- 1979: Gertsch, Willis J., and Norman I. Platnick. A revision of the spider family Mecicobothriidae (Araneae, Mygalomorphae). American Museum Novitates 2687: 1-32. PDF
- 1979: American Spiders. 2nd ed. Van Nostrand Reinhold Co., New York, 274 p. - Grundlegende Beschreibung amerikanischer Spinnenfamilien.
- 1982: The spider genera Pholcophora and Anopsicus (Araneae, Pholcidae) in North America, Central America, and the West Indies. In James R. Reddell, ed., Further studies on the cavernicole fauna of Mexico and adjacent regions, pp. 95–144. Association for Mexican Cave Studies Bulletin 8 (also Bulletin Texas Memorial Museum 28).
- 1984: The spider family Nesticidae (Araneae) in North America, Central America, and the West Indies. Bulletin Texas Memorial Museum 31: i-viii, 1-91.
- 1989: Gertsch, Willis J., and Polis, G. A., " Major Arachnid orders. Scorpions. Classification". New Encyclop. Brit., 13: 920.